# Seneka Starszy
Lucius Annaeus Seneca, zwany Rhetor (ur. ok. 55 p.n.e., zm. 40 n.e.) – rzymski retor pochodzenia iberyjskiego, autor antologii cytatów z mów (z 10 ksiąg zachowało się 5).
Autor zachowanej w nielicznych fragmentach Historii rzymskiej (od czasów wojen domowych po pryncypat Tyberiusza) oraz zachowanego niemal w całości II tomu dzieła o tematyce retorycznej Oratorum et rhetorum sententiae, które jest jednym z podstawowych źródeł naszej wiedzy o retoryce i retorach przełomu er i zawiera analizy 74 spraw spornych, historię wymowy w Rzymie i sylwetki najwybitniejszych mówców owych czasów.
Pochodził z Kordoby. Był ojcem Seneki Młodszego zwanego Filozofem i dziadkiem poety Lukana.